# Carta d'Amiens
La Carta d'Amiens va ser una declaració adoptada al 9è Congrés del sindicat francès Confederació General del Treball (CGT), que va tenir lloc a Amiens en octubre de 1906. Va ser redactada per Victor Griffuelhes i Émile Pouget. Fou votada per 830 participants, dels quals només vuit van votar en contra i va haver una sola abstenció.
Es tracta, almenys a França, d'un dels referents més importants del sindicalisme revolucionari, ja que va prefigurar el que més tard esdevindria l'anarcosindicalisme. La CGT francesa de l'inici del segle XX va ser també un exemple de sindicat revolucionari, intransigent i independent políticament.
La declaració promulga la independència dels sindicats respecte als partits polítics; ja que entén que els sindicats s'interessen a l'economia per a l'interès dels treballadors, mentre que la política és una eina capitalista contrària als seus interessos.